# Gyrinus punctellus
Gyrinus punctellus är en skalbaggsart som beskrevs av Ochs. Gyrinus punctellus ingår i släktet Gyrinus och familjen virvelbaggar. Inga underarter finns listade i Catalogue of Life.